# Ófalu
Ófalu es un pueblo ubicado en el distrito de Pécsvárad, en el condado de Baranya, Hungría.

## Superficie
Posee una superficie de 9,850 kilómetros cuadrados.

## Demografía
Hasta 2019 la población era de 349 habitantes, con una densidad de población de 35,43 habitantes por kilómetro cuadrado.